# Bataański marsz śmierci

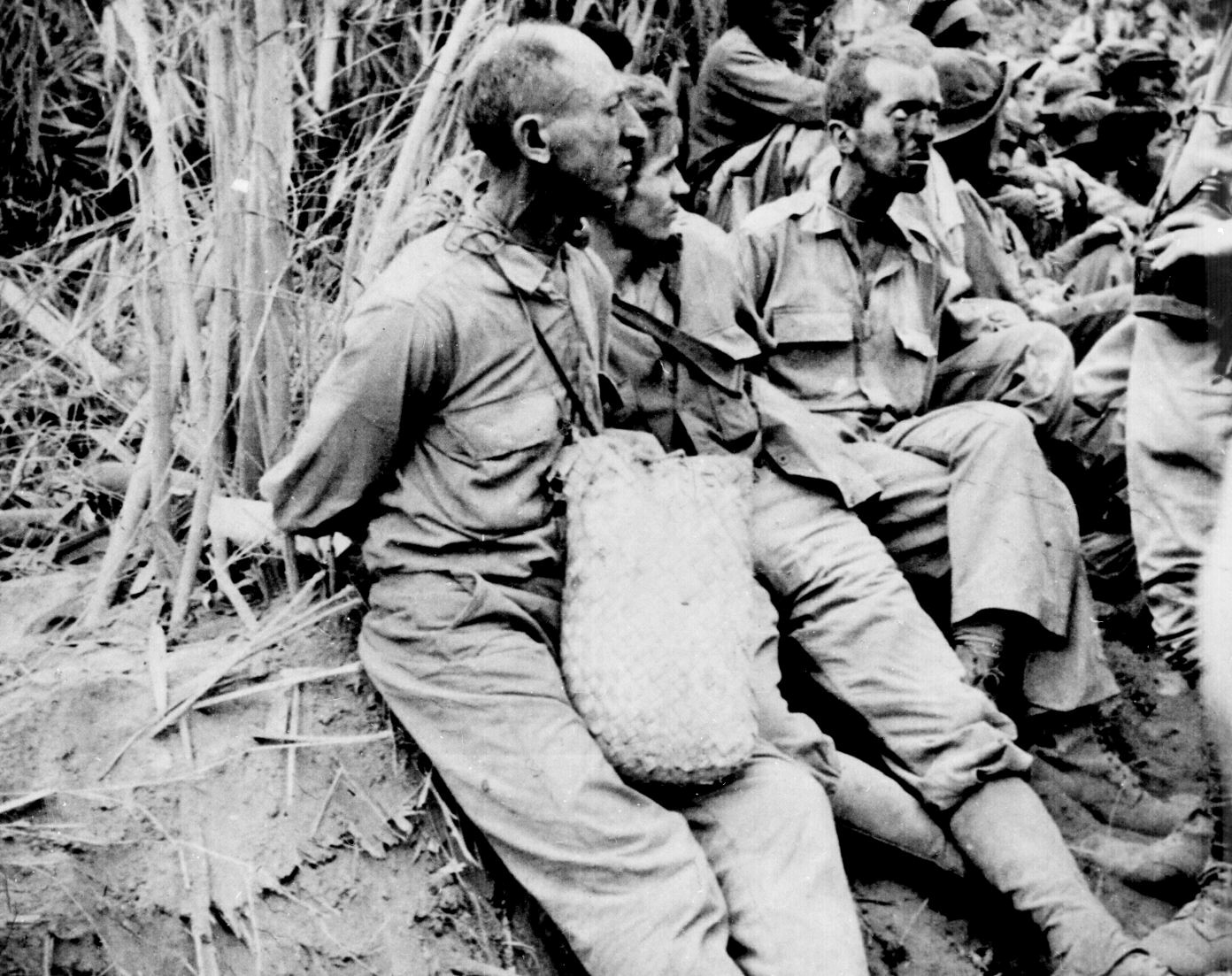
Amerykańscy jeńcy podczas „marszu śmierci” z Bataan

Bataański marsz śmierci (ang. Bataan Death March, jap. バターン死の行進; Batān Shi no Kōshin, fil. Martsa ng Kamatayan sa Bataan) – przymusowa ewakuacja około 76–78 tys. jeńców wojennych przeprowadzona przez Cesarską Armię Japońską w kwietniu 1942 roku, w czasie wojny na Pacyfiku, po kapitulacji amerykańsko-filipińskiego garnizonu na półwyspie Bataan.
Generał Masaharu Homma, dowódca japońskiego 14. Obszaru Armijnego, zamierzał jak najszybciej zdobyć ostatni amerykański bastion na Filipinach, którym była wyspa Corregidor. Dlatego rozkazał, aby z Bataanu, będącego podstawą wyjściową do kolejnej operacji, jak najszybciej usunąć wszystkich jeńców wojennych. Od 76 tys. do 78 tys. Amerykanów i Filipińczyków – wyczerpanych kilkumiesięcznymi walkami, niedożywionych, często rannych lub chorych – popędzono pieszo do odległego o ponad 100 kilometrów San Fernando, skąd zostali przetransportowani koleją do Capas, a następnie doprowadzeni do obozu jenieckiego O'Donnell. Maszerującym w tropikalnym upale jeńcom wydawano minimalne ilości wody i pożywienia, a rannym i chorym w większości wypadków nie udzielono pomocy medycznej. Jeńcy byli także nieustannie maltretowani przez japońskich żołnierzy. Tych, którzy nie byli w stanie iść dalej, rozstrzeliwano lub zakłuwano bagnetami. Szacuje się, że w trakcie „marszu śmierci” zginęło około 500–1000 Amerykanów i nawet do 10 tys. Filipińczyków. Tysiące innych zmarło wkrótce po dotarciu do O'Donnell.
„Bataański marsz śmierci” jest jedną z najbardziej znanych zbrodni popełnionych przez japońskie siły zbrojne podczas wojny na Pacyfiku.

## Upadek Bataanu

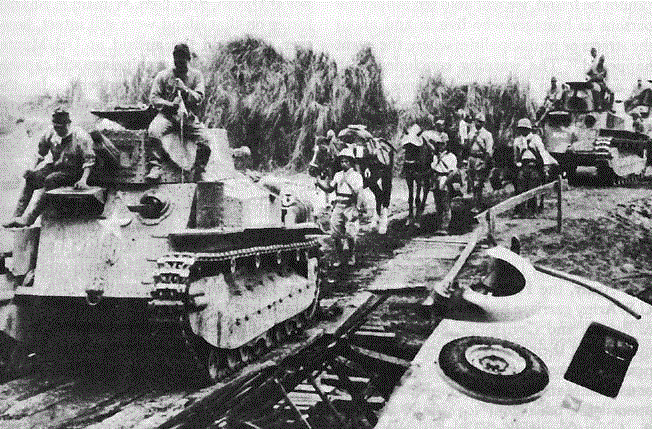
Japońska kolumna pancerna na półwyspie Bataan

Po wybuchu wojny na Pacyfiku jednym z pierwszych celów japońskiej ofensywy stały się Filipiny, będące podówczas autonomicznym terytorium zależnym USA. Po południu 8 grudnia 1941 roku, dziewięć godzin po nalocie na Pearl Harbor, japońskie samoloty zaatakowały Clark Field, główną amerykańską bazę lotniczą na archipelagu. 22 grudnia japońskie siły inwazyjne wylądowały w Zatoce Lingayen w zachodniej części Luzonu. Dwa dni później Japończycy wysadzili kolejny desant, tym razem w Zatoce Lamon w południowo-wschodniej części wyspy.
Przedwojenne plany wojenne (War Plan Orange-3) przewidywały, że w przypadku japońskiej inwazji na Luzon wojska amerykańsko-filipińskie skoncentrują się na górzystym półwyspie Bataan i będą uporczywie go bronić, blokując w ten sposób dostęp do strategicznie ważnej Zatoki Manilskiej. Generał Douglas MacArthur, który w lipcu 1941 roku przejął dowództwo nad siłami lądowymi na Filipinach, zmienił jednak te założenia. Postanowił stawić czoło Japończykom na plażach, na których będą lądowali. Szybko jednak okazało się, że wobec znacznej przewagi przeciwnika próby utrzymania całego Luzonu są skazane na niepowodzenie. Japończycy błyskawicznie wdzierali się w głąb wyspy, stąd MacArthur był zmuszony powrócić do pierwotnego planu i wycofać większość swoich wojsk na Bataan. Własne stanowisko dowodzenia przeniósł natomiast na ufortyfikowaną wyspę Corregidor u wejścia do Zatoki Manilskiej.
2 stycznia 1942 roku Japończycy zajęli niebronioną Manilę. Pięć dni później pierwsze japońskie oddziały wyruszyły w kierunku Bataanu. Na półwyspie, którego powierzchnia nie przekracza 1400 km², zostało odciętych około 80 tys. żołnierzy, a obok nich 6 tys. członków cywilnego personelu filipińskich sił zbrojnych oraz około 20 tys. uchodźców wojennych. Na skutek wcześniejszych decyzji MacArthura na półwyspie nie zgromadzono odpowiednio dużych zapasów żywności. Żołnierze i cywile szybko zaczęli głodować. Niedożywienie sprzyjało szerzeniu się chorób, w szczególności dyzenterii i malarii.
Pierwsze próby zdobycia Bataanu przyniosły Japończykom niewielkie zdobycze terytorialne, okupione bardzo ciężkimi stratami. 8 lutego gen. Masaharu Homma, dowódca japońskiego 14. Obszaru Armijnego, był zmuszony podjąć decyzję o wstrzymaniu natarcia. W oczekiwaniu na nadejście posiłków przystąpił do regularnego oblężenia półwyspu. Wobec japońskiego panowania na morzu i w powietrzu los obrońców był jednak na dłuższą metę przesądzony. 11 marca 1942 roku, na rozkaz prezydenta Roosevelta, MacArthur ewakuował się do Australii. Na stanowisku głównodowodzącego wojsk alianckich na Filipinach zastąpił go gen. Jonathan Wainwright. Dowództwo nad obrońcami Bataanu objął natomiast gen. Edward P. King.

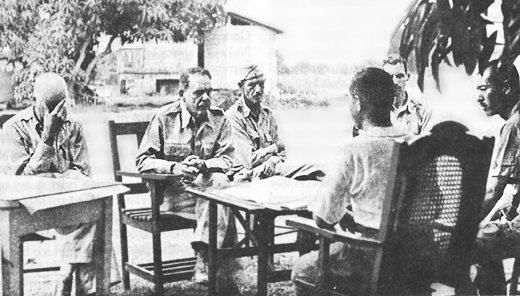
Generał Edward P. King (drugi z lewej) podczas rozmów kapitulacyjnych

Pod koniec marca Japończycy nasilili naloty i ostrzał artyleryjski. Nad półwyspem rozrzucono ulotki podpisane przez gen. Hommę, w których wezwano obrońców, aby złożyli broń do 22 marca. Obiecano, że jeńcy będą traktowani w ścisłej zgodności z przepisami prawa wojennego, w przypadku odmowy Homma rezerwował sobie natomiast prawo do podjęcia „wszelkich koniecznych kroków”. 3 kwietnia, po silnym przygotowaniu artyleryjskim, wzmocnione i wypoczęte wojska japońskie przystąpiły do ostatecznego natarcia. Amerykańsko-filipińska linia obrony wkrótce została przełamana. 8 kwietnia gen. King doszedł do wniosku, że kontynuowanie walki jest bezcelowe, i podjął decyzję o kapitulacji. Swoim oficerom polecił dopilnować zniszczenia broni i wojskowego wyposażenia, tak aby nie wpadły one w ręce Japończyków. Oszczędzone miały zostać jedynie samochody osobowe i ciężarowe oraz autobusy, które King miał nadzieję wykorzystać do transportu rannych i chorych do obozów jenieckich.
Rankiem 9 kwietnia King udał się na rozmowy kapitulacyjne. Przyjął go płk Motoo Nakayama ze sztabu 14. Obszaru Armijnego. Japończyk zażądał od generała poddania wszystkich amerykańskich oddziałów na Filipinach. W odpowiedzi King oświadczył, że jest upoważniony negocjować wyłącznie kapitulację garnizonu Bataanu. Nakayama stracił wówczas zainteresowanie dalszymi rozmowami i oznajmił, że strona japońska zaakceptuje wyłącznie bezwarunkową kapitulację. King zaproponował, że razem ze swoim sztabem zorganizuje ewakuację jeńców przy wykorzystaniu amerykańskich pojazdów, Japończycy nie chcieli jednak rozmawiać na ten temat. Gdy King zapytał, czy jeńcy będą poprawnie traktowani, Nakayama ograniczył się do zapewnienia, że Japończycy „nie są barbarzyńcami”.
Broń złożyło od 76 tys. do 78 tys. obrońców Bataanu. W zależności od źródeł szacuje się, że w gronie tym znajdowało się od 9 tys. do 15 tys. żołnierzy amerykańskich oraz od 60 tys. do 70 tys. żołnierzy filipińskich . Była to największa kapitulacja w historii sił zbrojnych USA.

## „Marsz śmierci”

### Japońskie plany

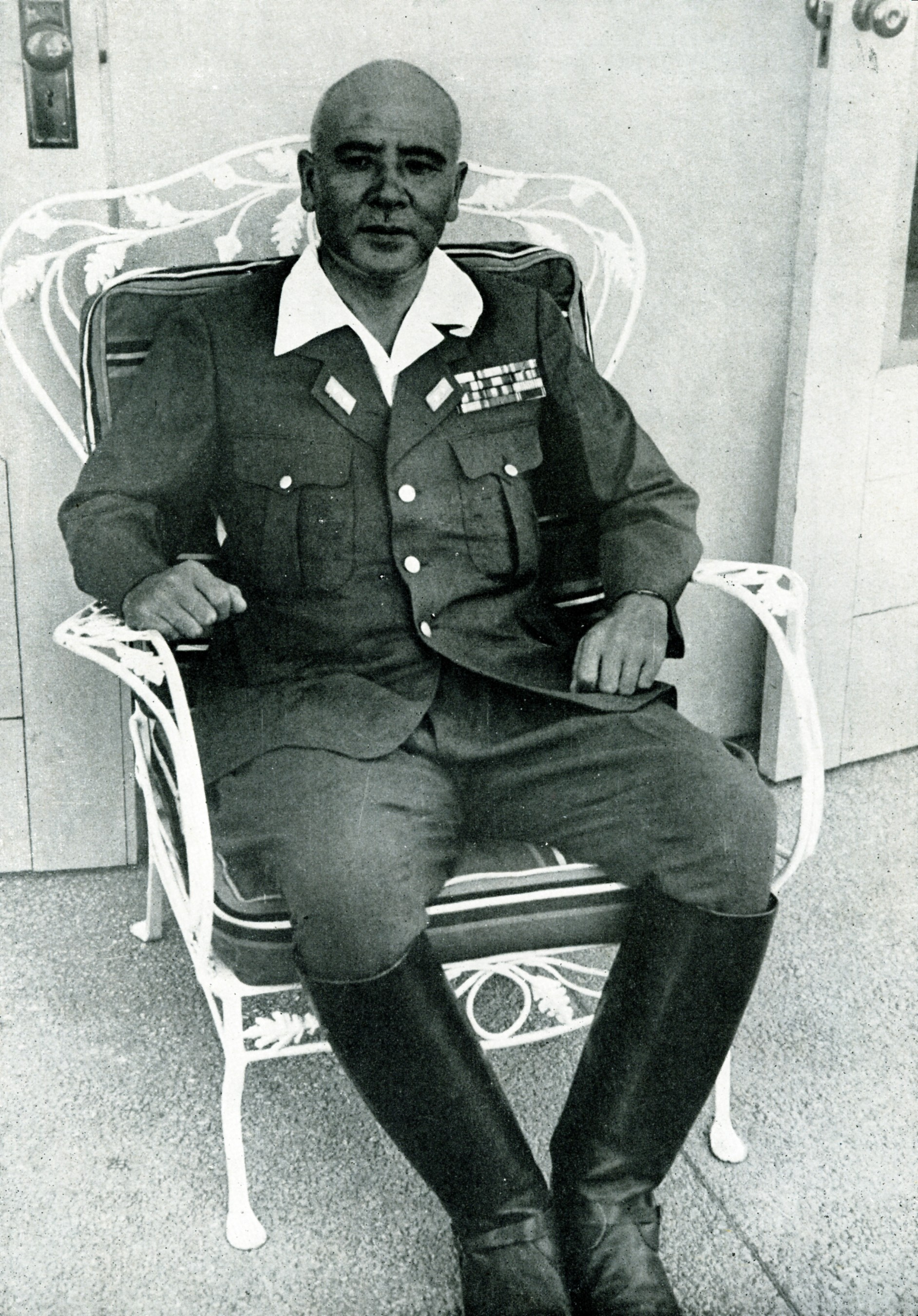
Masaharu Homma, dowódca japońskiego 14. Obszaru Armijnego

Wiosną 1942 roku gen. Homma znajdował się pod silną presją. Nie dotrzymał pięćdziesięciodniowego terminu, który Cesarska Kwatera Główna wyznaczyła mu na opanowanie Filipin. Co więcej, był jedynym dowódcą japońskich sił ekspedycyjnych, który dotąd nie opanował celów wyznaczonych do zdobycia w pierwszej fazie wojny. Zdawał sobie jednocześnie sprawę, że upadek Bataanu nie będzie oznaczać automatycznego zakończenia kampanii, gdyż w rękach Amerykanów wciąż pozostawał silnie ufortyfikowany Corregidor.
Bataan miał posłużyć jako pozycja wyjściowa do desantu na Corregidor. Z tego powodu już w marcu Homma rozkazał swoim sztabowcom opracować plan jak najszybszego opróżnienia półwyspu z jeńców wojennych. Jako że Bataan był pozbawiony linii kolejowych, a japońska armia dysponowała niewystarczającą liczbą pojazdów samochodowych, postanowiono, że większą część trasy jeńcy pokonają pieszo. Pierwszym punktem zbornym miała być Balanga w centralnej części półwyspu. Następnie jeńcy, podzieleni na grupy, mieli pomaszerować na północ wzdłuż Old National Road, głównej arterii drogowej wiodącej przez Bataan. Celem marszu miało być miasteczko San Fernando, węzeł komunikacyjny w prowincji Pampanga, położony w odległości 106 kilometrów od wierzchołka półwyspu. Stamtąd jeńcy mieli zostać przetransportowani koleją do odległego o około 40 kilometrów miasteczka Capas w prowincji Tarlac. Na koniec trasą o długości 11 lub 14 kilometrów mieli jeszcze przejść pieszo do Camp O'Donnell, byłej bazy wojskowej, którą Japończycy przekształcili w ogromny obóz jeniecki.
Według japońskich standardów piechur z pełnym wyposażeniem powinien być w stanie przemaszerować 40 kilometrów dziennie. Bazując na tym założeniu, japońscy sztabowcy doszli do wniosku, że w ciągu jednego dnia zdołają zgromadzić jeńców w Balandze, a cała ewakuacja zajmie nie więcej, jak kilka dni. Chorym i wyczerpanym zamierzano w miarę możliwości zapewnić transport samochodami. Planowano, że na trasie marszu japońskie służby tyłowe zorganizują cztery punkty etapowe, gdzie jeńcom będzie wydawana żywność. Spodziewając się szybkiego zakończenia ewakuacji, postanowiono jednak, że pierwszy z nich zostanie utworzony dopiero w Balandze. Zamierzano także zorganizować dla jeńców dwa szpitale polowe – w Balandze i San Fernando – przy czym założono, że pojemność każdego z nich nie przekroczy tysiąca pacjentów.
W rzeczywistości plany te nie zostały zrealizowane. Nie spodziewając się tak szybkiej kapitulacji Bataanu, datę zakończenia przygotowań do ewakuacji wyznaczono dopiero na 20 kwietnia. Co więcej, japońscy sztabowcy znacznie niedoszacowali liczbę jeńców, zakładając na podstawie błędnych doniesień wywiadu, że na Bataanie walczy 25 tys. lub w każdym razie nie więcej niż 50 tys. Amerykanów i Filipińczyków. Tymczasem faktyczna liczba jeńców niemal dorównała liczbie żołnierzy 14. Obszaru Armijnego, co spowodowało, że do czasu nadejścia nowych dostaw Japończycy mieli bardzo ograniczone możliwości zaopatrzenia jeńców w żywność, a w szczególności w lekarstwa i środki opatrunkowe. Wreszcie Japończycy nie wzięli pod uwagę, że znaczna liczba jeńców będzie chora, niedożywiona i wyczerpana dotychczasowymi walkami.

### Pierwsze godziny niewoli

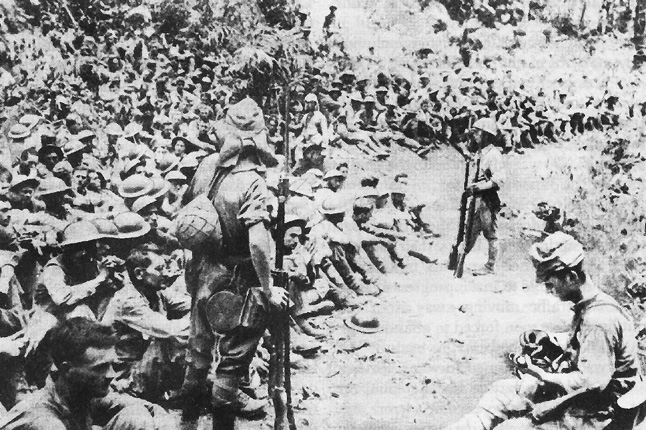
Amerykańscy i filipińscy jeńcy sfotografowani wkrótce po kapitulacji Bataanu

Do późnego popołudnia 9 kwietnia większość obrońców Bataanu zgromadziła się na punktach zbornych rozlokowanych wzdłuż niespełna trzynastokilometrowego odcinka Old National Road, który biegł blisko wierzchołka półwyspu. Część oddziałów I Korpusu, który walczył w zachodniej części Bataanu, skapitulowała dopiero 10 lub 11 kwietnia. Żołnierzy tych zgromadzono najpierw w rejonie Mariveles na krańcu półwyspu, skąd zostali później poprowadzeni do Balangi. Jeszcze przez dziesięć dni amerykańscy i filipińscy żołnierze schodzili z pozycji obronnych położonych w głębi dżungli lub na wzgórzach. Jeńców tych w różnych punktach Old National Road między Mariveles a Balangą formowano w kolumny i prowadzono na północ.
Jeńcy już od pierwszych godzin niewoli byli traktowani w bardzo brutalny sposób. Japońscy żołnierze pod byle pretekstem – lub nawet bez pretekstu – bili ich, kopali, policzkowali, popychali. Od razu rozpoczął się rabunek. Japońscy żołnierze odbierali jeńcom pieniądze i wartościowe przedmioty osobiste. Zdarzało się, że Amerykanom odcinano palce, aby zabrać ślubne obrączki lub sygnety West Point. W zwycięskiej armii poważnie szwankowało zaopatrzenie, stąd japońscy żołnierze zabierali jeńcom także racje żywnościowe, manierki z wodą, a nawet buty oraz kapelusze chroniące przed słońcem. Wziętym do niewoli lekarzom i sanitariuszom odbierano lekarstwa, środki opatrunkowe i wyposażenie medyczne. Rabunek ten miał brzemienny wpływ na późniejszy los wielu jeńców .
Szybko doszło także do pierwszych mordów i egzekucji. Pewnego kapitana lotnictwa, przy którym znaleziono japońskie jeny, ścięto mieczem. Innego oficera, który nie chciał oddać posiadanych pieniędzy, zastrzelono. Kolejnego kapitana zastrzelono po tym, jak upadł, a śpieszącego mu z pomocą porucznika przebito bagnetem. Pewnego młodego szeregowca, który zareagował krzykiem na uderzenie w twarz, zatłuczono na śmierć kolbą karabinową.
Generałowi Kingowi pozwolono udać się samochodem do obozu jenieckiego. Innego generała dwukrotnie wyciągnięto jednak z samochodu, którym podróżował, po czym dotkliwie go pobito. Ostatecznie musiał pieszo pokonać resztę trasy. Pozostali starsi oficerowie od początku pieszo maszerowali do O’Donnell.

### Marsz do San Fernando

Trasa „marszu śmierci”

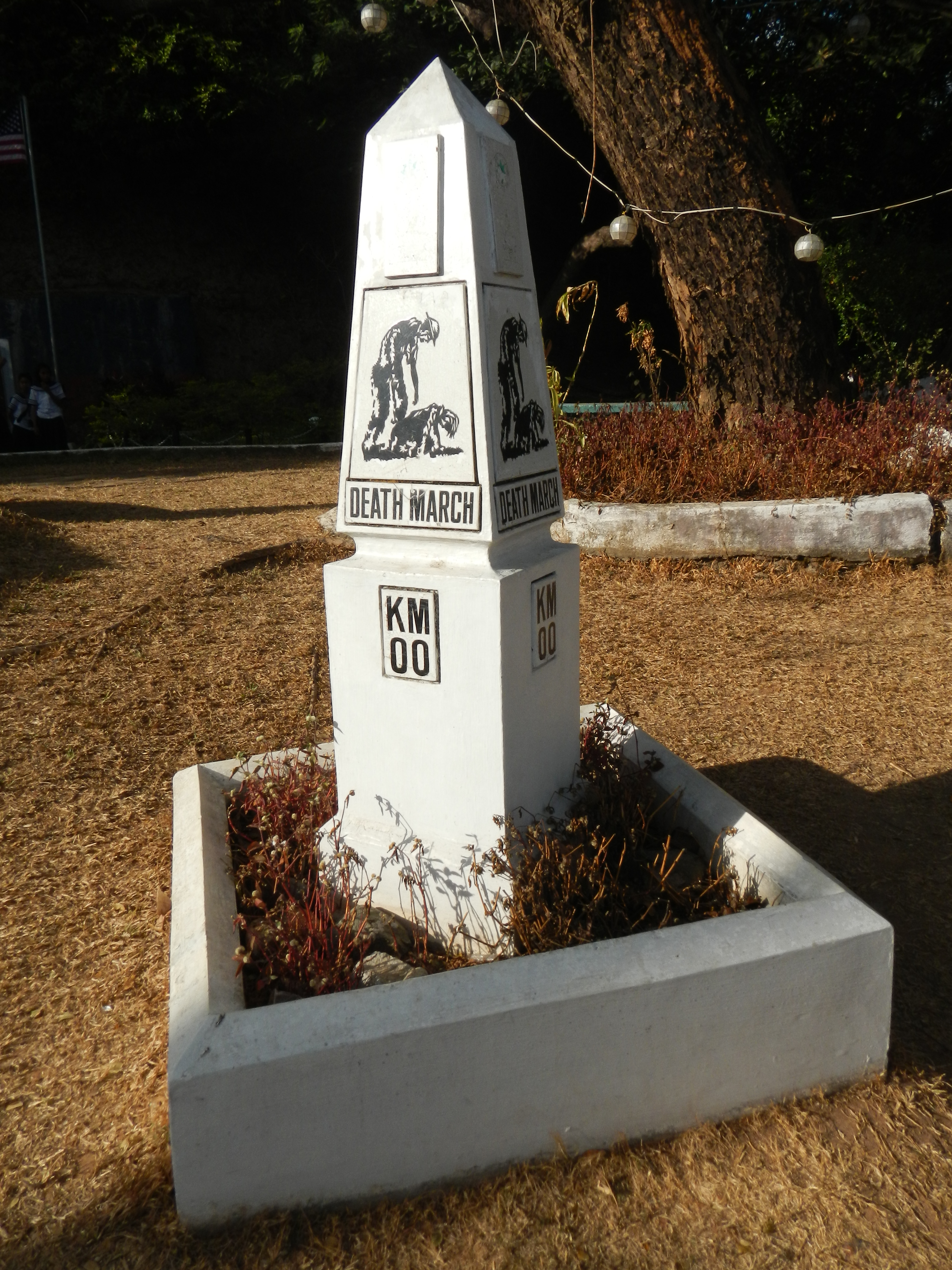
Obelisk w Mariveles, symbolizujący miejsce, z którego wyruszył „marsz śmierci”

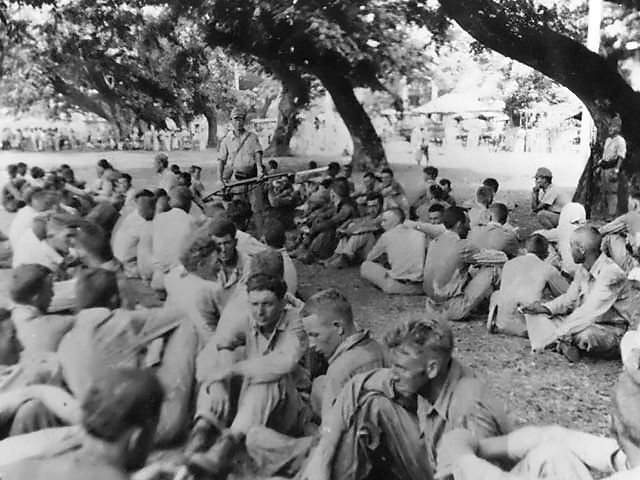
Jeńcy w trakcie postoju

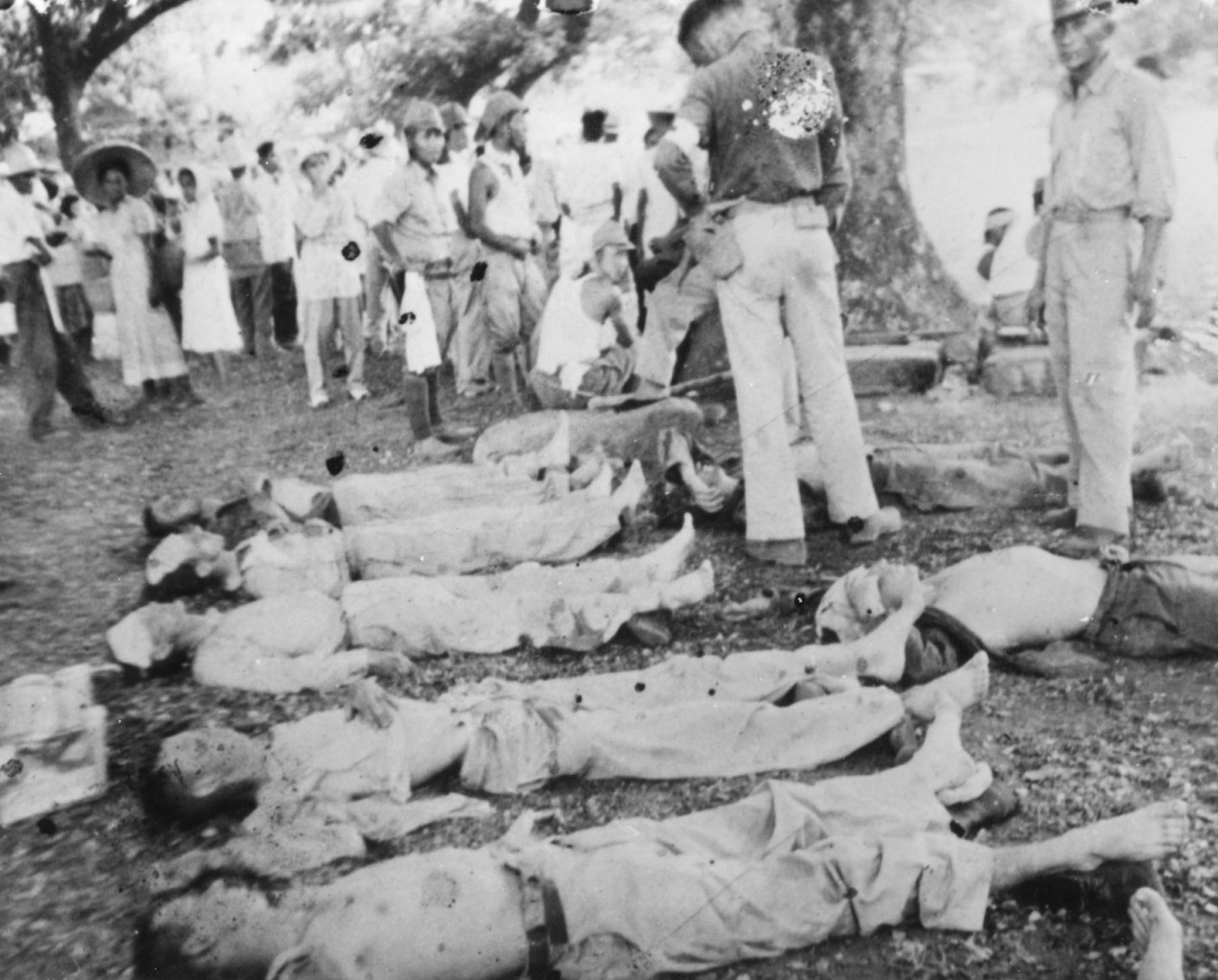
Zwłoki jeńców zabitych w trakcie marszu

Marsz do San Fernando rozpoczął się 10 kwietnia. Jeńcy poruszali się w kolumnach liczących od 100 do 300 lub nawet więcej osób. Tego dnia blisko połowa jeńców wyruszyła z rejonu Mariveles. Do pieszego marszu zmuszono nawet rannych i chorych. Świadkowie zapamiętali ciężko rannych żołnierzy filipińskich, którzy poruszali się o kulach lub czepiając się pni przydrożnych drzew. Tylko niewielkiemu odsetkowi jeńców, nie więcej jak kilku tysiącom, na różnych etapach marszu zapewniono transport samochodami ciężarowymi.
Jeńcy, którzy wyruszyli z wierzchołka półwyspu, maszerowali początkowo w kierunku wschodnim, do odległego o ponad 14 kilometrów Cabcaben. Stamtąd Old National Road skręcała na północ i biegła wzdłuż wschodniego wybrzeża półwyspu, przez miasteczka takie jak Lamao, Limay, Orion, Pilar, Balanga, Abucay, Samal, Orani i Hermosa. W tej ostatniej miejscowości droga skręcała na zachód w kierunku Layac; z kolei z Layac biegła prawie 18 kilometrów na północny wschód, przez piaszczystą równinę do Lubao, a następnie nadal w tym samym kierunku do San Fernando. Odległość z Mariveles do San Fernando wynosiła łącznie 106 kilometrów.
Old National Road na wielu odcinkach była de facto drogą gruntową, usypaną z kamieni i pokruszonego koralu. Po czterech miesiącach użytkowania przez ciężkie pojazdy wojskowe była usiana dziurami, w których jeńcy przewracali się lub niszczyli buty. Pierwszy odcinek biegł przez kilka-, kilkanaście kilometrów płaskiego terenu, lecz później droga zaczęła wznosić się na rozległą skarpę, wijąc się licznymi zakrętami. Odcinek ten, wyjątkowo trudny do pokonania, jeńcy nazwali „zygzakiem”. Czwartego lub piątego dnia odnotowano pierwsze oznaki chaosu, niektóre kolumny zaczęły wtedy kręcić się w kółko. Zła organizacja charakteryzowała także działania japońskich służb logistycznych. Niektórzy jeńcy codziennie otrzymywali racje wody i żywności, innym wydano je, dopiero gdy opuścili Balangę. Szpital polowy, który docelowo miał powstać w Balandze, ostatecznie nie został zorganizowany, stąd pomoc rannym i chorym nieśli jedynie lekarze-jeńcy, niemal całkowicie pozbawieni lekarstw i urządzeń medycznych.
Zła organizacja marszu była w dużej mierze spowodowana problemami kompetencyjnymi. Generał Homma, zajęty przygotowaniami do desantu na Corregidor, pozostawił swoim podwładnym sprawy związane z ewakuacją jeńców. Jeden z nich, płk Toshimitsu Takatsu, odpowiadał za formowanie kolumn i doprowadzenie ich do Balangi, podczas gdy gen. Yoshikata Kawane miał zorganizować marsz z Balangi do San Fernando. Jak się okazało, obaj oficerowie nie informowali się wzajemnie o swoich działaniach .
Kwiecień jest najgorętszym i najsuchszym miesiącem na Filipinach. Jeńcy, niedożywieni i wyczerpani po 99-dniowej bitwie, byli zmuszeni maszerować w ponad trzydziestostopniowym upale. Sytuację pogarszał fakt, że wydawano im minimalne racje wody i pożywienia; niektórzy otrzymywali je zaledwie raz na trzy dni. Szybko żniwo zaczęły zbierać udar słoneczny i odwodnienie. Rozkazy, które otrzymali konwojenci, przewidywały, że bez względu na okoliczności kolumny muszą każdego dnia pokonać wyznaczoną trasę. Marsz mógł zostać wstrzymany tylko w przypadku, gdy stosowny rozkaz wydał wyższy rangą oficer lub gdy należało ustąpić drogi zmierzającym na południe kolumnom japońskiego wojska. Mimo że wzdłuż trasy można było znaleźć wiele studni, konwojenci zabraniali jeńcom odłączania się od kolumny celem zaczerpnięcia wody. Za złamanie rozkazu groziła śmierć. Zabijano nawet jeńców, u których znaleziono ślady po wodzie na ubraniu lub którzy zatrzymali się, aby załatwić naturalną potrzebę. W najlepszym przypadku strażnicy pozwalali jeńcom zaczerpnąć wodę z przydrożnych rowów lub zbiorników, nierzadko wypełnionych zwłokami ludzi i zwierząt.
Konwojenci traktowali jeńców bardzo brutalnie, nie oszczędzając nawet starszych wiekiem i rangą oficerów. Jeńców bito, kopano, upokarzano. Nadal trwał rabunek; jeńcom odbierano nawet zdjęcia najbliższych, które następnie ostentacyjnie deptano na ich oczach. Osoby, przy których znaleziono przedmioty pochodzenia japońskiego, były bite, a nierzadko także zabijane. Konwojentom nie ustępowali okrucieństwem żołnierze z japońskich oddziałów, które biwakowały wzdłuż Old National Road lub zmierzały na południe. Maszerujących jeńców obrzucali kamieniami, żwirem i błotem, okładali pałkami, bambusowymi kijami, karabinowymi kolbami, a nawet zdobycznymi kijami golfowymi. Świadkowie wspominali, że szczególną agresję żołnierzy budzili jeńcy wyróżniający się wysokim wzrostem lub jaskrawym elementem ubioru. Japończycy zaciekle tropili również filipińskich zwiadowców (Philippine Scouts), członków elitarnej formacji, która zadała im ciężkie straty podczas walk na Luzonie. Wyszukiwali jeńców, którzy nosili na palcu wskazującym odciski na skutek częstego pociągania za spust, po czym brutalnie ich bili. Ofiarą często padali przypadkowi żołnierze, mający odciski na skutek pracy fizycznej. Zdarzali się oficerowie i strażnicy, którzy traktowali jeńców poprawnie, dokonywane przez nich „akty dobroci” zostały jednak całkowicie przyćmione przez zbrodnie ich kolegów .
Wkrótce jeńcy – wyczerpani głodem, pragnieniem i upałem, trawieni chorobami – zaczęli licznie odstawać od kolumn. Począwszy od trzeciego dnia, zjawisko to nabrało charakteru masowego. Za kolumnami podążały specjalne grupy strażników, które niezdolnych do marszu rozstrzeliwały lub zakłuwały bagnetami. Świadkowie wspominali, że pobocza Old National Road były zasłane dziesiątkami zwłok. Zmarłych i zamordowanych grzebano w masowych grobach, przy czym zdarzało się, że konwojenci zmuszali jeńców, aby zakopywali kolegów, którzy dawali jeszcze oznaki życia, a nawet zmuszali ich, by dobijali ofiary uderzeniami łopaty. Miały także miejsce wypadki, gdy ciała jeńców, którzy upadli lub zostali zabici na drodze, rozmyślnie miażdżono gąsienicami czołgów lub kołami samochodów ciężarowych.
Zdarzało się, że jeńcy musieli ustąpić drogi zmierzającym na południe kolumnom japońskiego wojska. W takich sytuacjach często przez kilka godzin oczekiwali pod gołym niebem, bez wody i jakiejkolwiek osłony przed promieniami słońca – nawet wtedy, gdy konwojenci mieli możliwość zapewnienia jeńcom jednego i drugiego. Takie postoje nazywano ironicznie „kąpielą słoneczną”. Z kolei podczas postojów w Balandze i Orani jeńców upychano w magazynach, spichrzach, fabrycznych halach, na szkolnych boiskach lub na niewielkich przestrzeniach naprędce otoczonych drutem kolczastym. Czasami jeńcy byli tak stłoczeni, że nie byli w stanie usiąść lub się położyć. Panował upał i ogromny zaduch. Ten ostatni był tym gorszy, że wielu jeńców cierpiało na dyzenterię, a miejsca postoju pozbawione były odpowiednich urządzeń sanitarnych. Co więcej, w budynkach często zalegały nieuprzątnięte zwłoki jeńców z poprzednich kolumn, które na skutek upału ulegały błyskawicznemu rozkładowi.
Pewna liczba Amerykanów zginęła na skutek ostrzału artyleryjskiego z Corregidoru. Było to spowodowane faktem, że Japończycy celowo zatrzymywali niektóre grupy jeńców, aby jako „żywe tarcze” osłaniali stanowiska ich artylerii.
Wieści o marszu szybko się rozeszły. Wzdłuż Old National Road ustawiali się filipińscy cywile, którzy poszukiwali swych bliskich oraz usiłowali podać jeńcom wodę lub żywność. Zdarzało się, że filipińskie dzieci przekradały się do kolumn i wciskały żołnierzom do rąk ryżowe kulki, owoce lub ciastka. Reakcje japońskich konwojentów szybko stały się bardzo brutalne. Cywilów odpędzano ciosami pałek lub kolb karabinowych. Niektórych pomagających spotkał tragiczny los. Przed Balangą żołnierze ścięli trzech Filipińczyków, którzy podali jeńcom żywność. W Limay za ten sam „występek” pewien rolnik został wraz z żoną spalony żywcem. Pewnej ciężarnej Filipince, która odważyła się podać jeńcom żywność, japoński strażnik wypruł bagnetem płód z brzucha.
Tragiczne warunki spowodowały, że dyscyplina wśród jeńców szybko się załamała, a wzajemna solidarność zaczęła zanikać. Wpływ na tę sytuację miała także postawa oficerów, którzy abdykowali ze swej roli i masowo zdzierali insygnia, chcąc w ten sposób uniknąć pobicia.

### Masakra nad Pantingan

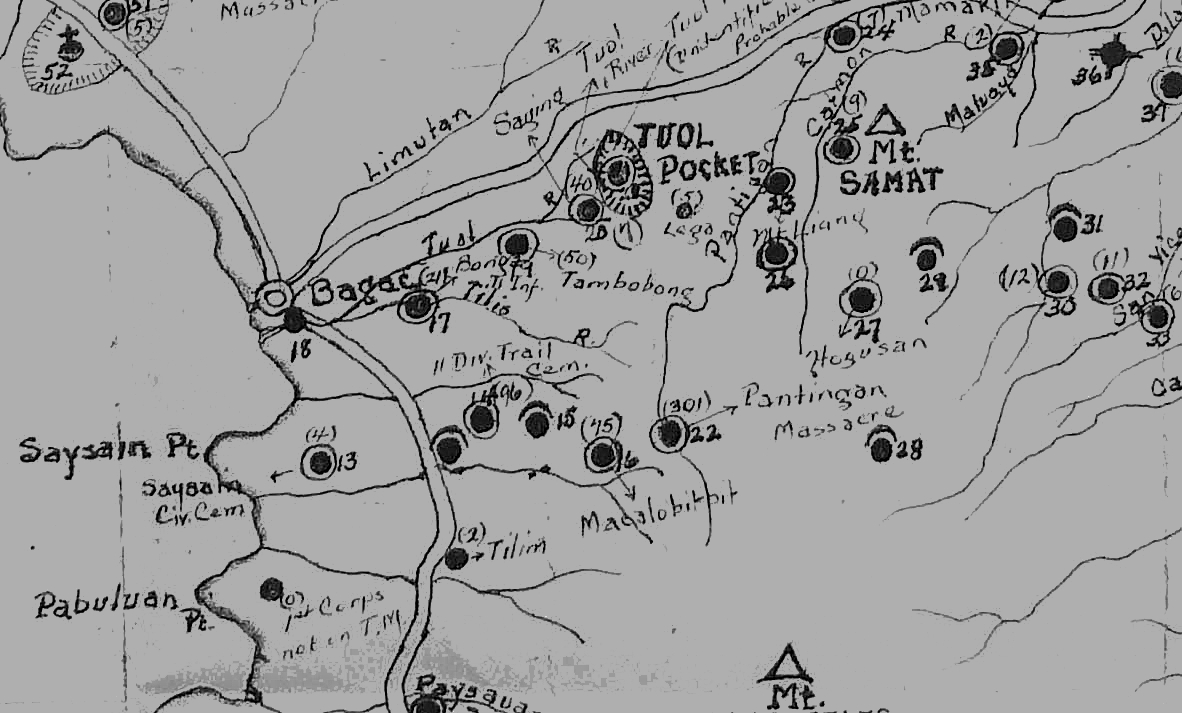
Mapa wskazująca miejsce pogrzebania jeńców zamordowanych nad Pantingan

Dopiero 11 kwietnia w rejonie Bagac w zachodniej części półwyspu skapitulowały resztki filipińskiej 91. Dywizji Piechoty. Jeńcom – w liczbie około tysiąca pięciuset – Japończycy polecili udać się do Balangi. Pomaszerowali oni do miejsca przeznaczenia leśną drogą nr 8. Rankiem następnego dnia jeńcy zostali zatrzymani nad rzeką Pantingan przez żołnierzy 65 Brygady Piechoty. Była to jedna z tych japońskich jednostek, które poniosły największe straty podczas walk o Bataan. Japończycy zmusili jeńców do pracy przy odbudowie zniszczonego mostu. Później powiedli ich do miejsca u zalesionego podnóża góry Samat, położonego około 2,5 kilometra za rzeką, przy skrzyżowaniu drogi nr 8 i innej leśnej drogi. 
Około południa pojawił się japoński generał, który zwołał oficerów na naradę. Po jej zakończeniu Japończycy podzielili jeńców na dwie grupy. Jedną, złożoną z około 1100 szeregowców, poprowadzili w kierunku Balangi. Z kolei oficerom i podoficerom skrępowano ręce za plecami, ustawiono w rzędy i zaprowadzono na skraj pobliskiego wąwozu. Na miejscu japoński cywil, który służył za tłumacza, wygłosił do jeńców krótką przemowę:

Drodzy przyjaciele, wybaczcie. Gdybyście skapitulowali wcześniej, nie zabilibyśmy was. Ponieśliśmy jednak ciężkie straty. A więc wybaczcie nam. Jeśli macie ostatnie życzenie przed śmiercią, powiedzcie nam.

Masakra trwała dwie godziny. Ofiary ustawiono w szereg, po czym – poczynając od jednego z krańców – japońscy oficerowie i podoficerowie zaczęli ścinać je mieczami. Na drugim krańcu szeregu japońscy szeregowcy zakłuwali Filipińczyków bagnetami. Zamordowano łącznie około 300–400 jeńców. Masakrę przeżył zraniony bagnetem kpt. Pedro L. Felix oraz trzej inni jeńcy. Felix po tygodniu zdołał dotrzeć do swej rodziny w Manili. Doczekał końca okupacji, a po wojnie wystąpił jako świadek na procesie gen. Hommy.
Oficerem, który pojawił się nad Pantingan, aby wydać rozkaz wymordowania jeńców, był dowódca 65 Brygady Piechoty gen. Akira Nara. Głównym inspiratorem zbrodni był jednak płk Masanobu Tsuji, odpowiedzialny także za masakry Chińczyków w Singapurze. Pojawiwszy się w kwietniu w sztabie 14. Obszaru Armijnego, nawoływał do wymordowania żołnierzy przeciwnika wziętych do niewoli na Bataanie. Powoływał się przy tym na rozkazy szefa Sztabu Generalnego, gen. Hajime Sugiyamy. Generał Homma nie wyraził zgody na wymordowanie jeńców, namowom pułkownika oparli się także liczni oficerowie frontowi. Niemniej Tsuji zdołał doprowadzić do zamordowania około 400 jeńców nad Pantingan . Jim Nelson przypuszcza, że wykonawcami egzekucji byli oficerowie i żołnierze 122. pułku 65 Brygady Piechoty . Jean-Luis Margolin podkreśla z kolei, że większość uczestników masakry należała do formozańskich oddziałów pomocniczych „Takasago”.

### Transport koleją do Capas

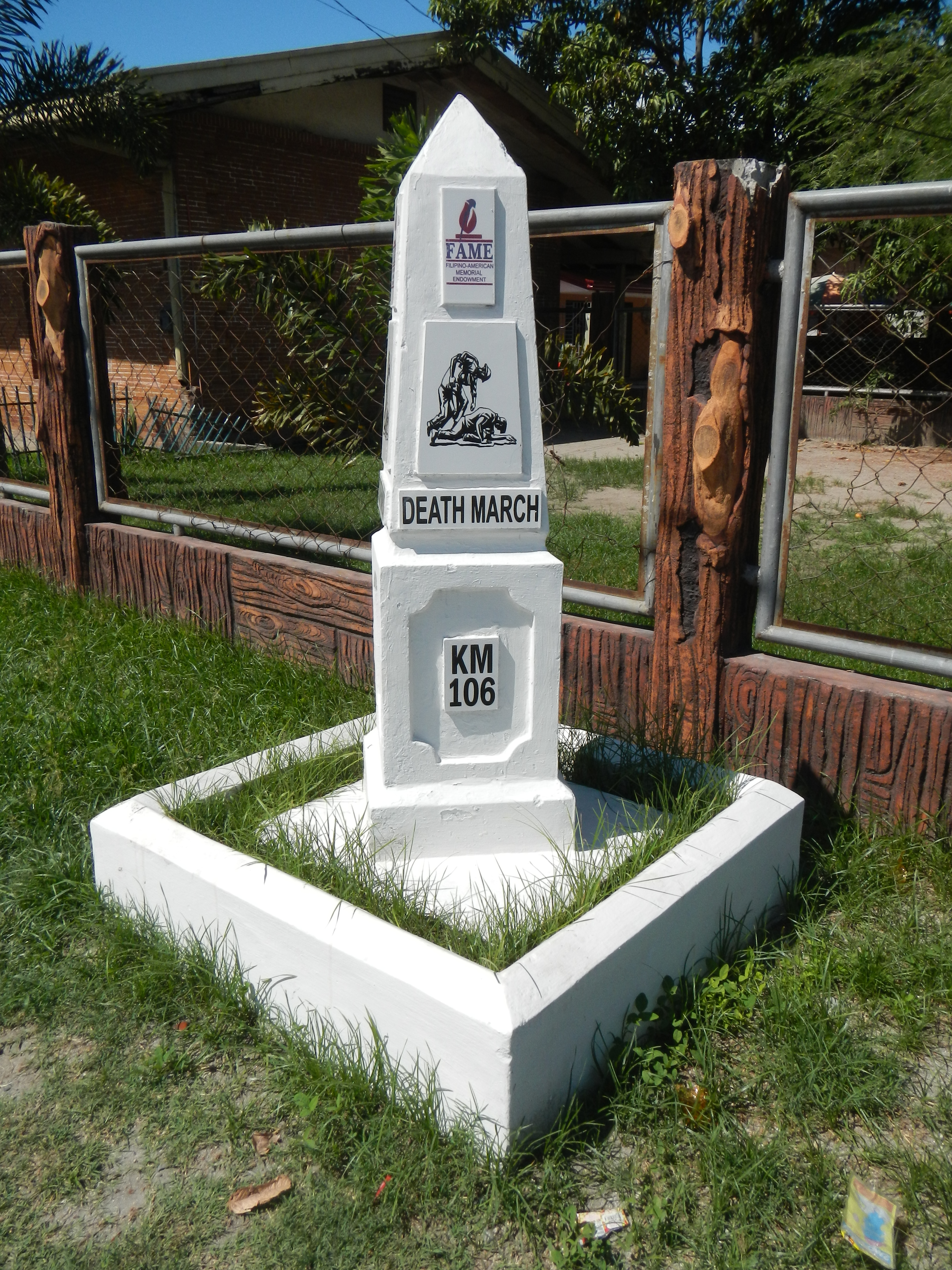
Obelisk w Capas

13 kwietnia pierwsze kolumny dotarły do San Fernando. Grupy jeńców przybywały do miasta jeszcze przez dwa tygodnie. W San Fernando jeńcom po raz pierwszy wydano ciepły posiłek. Pozwolono także Filipińskiemu Czerwonemu Krzyżowi zaopiekować się niewielką liczbą chorych i wyczerpanych. Wielu jeńców było przekonanych, że najgorsze mają już za sobą.
Japońskie służby logistyczne zostały całkowicie zaskoczone przybyciem wielkiej liczby jeńców, stąd powtórzyła się sytuacja z Balangi i Orani. Jeńców stłaczano na arenie służącej do walk kogutów, na bocznych uliczkach ogrodzonych drutem kolczastym, w zabudowaniach szkoły, starej fabryki, ubojni drobiu, sali tanecznej. Panował kompletny chaos. Niektóre kolumny otrzymywały po kilka posiłków dziennie, innym w ogóle nie wydawano żywności. Zdarzało się, że Japończycy nie dystrybuowali wody i żywności, lecz jedynie pozostawiali je przed budynkami, w konsekwencji czego zagarniali je dla siebie jeńcy najsilniejsi i pozostający najbliżej wejścia. Nocami strażnicy urządzali „rozrywkę” polegającą na kłuciu bagnetami chorych i rannych jeńców. Ci, którzy zrywali się na nogi i usiłowali się bronić, byli zabijani na miejscu.
Podobny chaos towarzyszył wywożeniu jeńców do Capas. Niektóre kolumny ładowano do wagonów kolejowych od razu po przybyciu do miasta, inne czekały na transport przez dwie doby lub nawet dłużej. Do przewożenia jeńców wykorzystywano wagony kolejki wąskotorowej. Do mniejszych, wykonanych z drewna i tak niskich, że wysokiej postury Amerykanie często nie byli w stanie wejść do nich wyprostowani, ładowano po 50 osób. Do większych, wykonanych częściowo z metalu, w normalnych warunkach zdolnych pomieścić 40 osób lub osiem koni, ładowano nawet po 100 jeńców.
W tropikalnym upale wagony błyskawicznie się nagrzewały, często do tego stopnia, że dotknięcie ściany groziło oparzeniem. Jako że wielu jeńców cierpiało na dyzenterię, ich podłogi błyskawicznie ulegały zanieczyszczeniu. Tymczasem jeńcy często musieli czekać na stacji nawet ponad godzinę, zanim skład wyruszył w drogę. Kolejne trzy do pięciu godzin zabierała podróż do oddalonego o około 40 kilometrów Capas. Stłoczeni w ogromnym ścisku jeńcy musieli spędzać całą podróż na stojąco, w tej samej pozycji często pozostawały zwłoki zmarłych. Doprowadzeni do rozpaczy żołnierze walczyli o miejsce przy drzwiach i oknach. Czasami strażnicy zgadzali się otworzyć drzwi do wagonów w czasie jazdy, co pozwalało napuścić do wnętrza więcej powietrza, a w czasie postojów umożliwiało nabycie wody i żywności od filipińskich cywilów. Ponadto zdarzało się, że filipińscy maszyniści rozmyślnie zwalniali, aby gromadzący się wzdłuż linii kolejowej cywile mogli podać do wagonów wodę lub żywność. Czasami jednak konwojenci rozkazywali trzymać drzwi zamknięte przez całą podróż, a wychylających się przez okna jeńców bili pałkami.
W czasie transportu do Capas setki jeńców zemdlały z wyczerpania i braku powietrza, a wielu innych nie przeżyło podróży. Po przybyciu do stacji docelowej kompletnie wyczerpani jeńcy musieli jeszcze przejść pieszo kilkunastokilometrową trasę do obozu O’Donnell. Na tym ostatnim odcinku warunki terenowe były jednak bardziej sprzyjające, ponadto Japończycy okazali się bardziej skłonni pozwolić filipińskim cywilom na podanie jeńcom wody lub żywności.
Ewakuacja jeńców z Bataanu, która według japońskich planów miała zająć nie więcej jak kilka dni, trwała w rzeczywistości prawie trzy tygodnie. Nawet po upływie tego czasu nie można było jednak uznać ją za całkowicie zakończoną. Jeszcze pod koniec maja do O’Donnell docierały bowiem ostatnie grupy jeńców.

### Ofiary

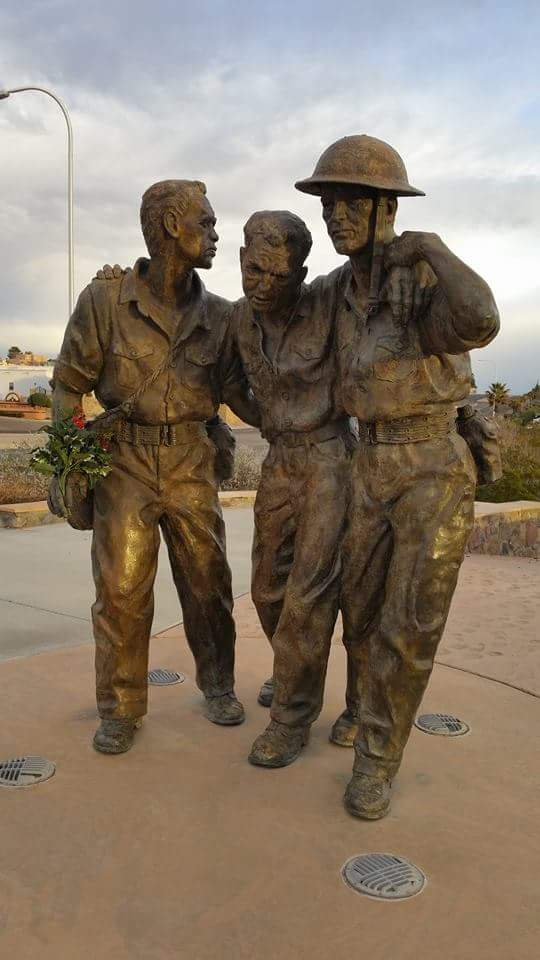
Pomnik Heroes of Bataan w Las Cruces w amerykańskim stanie Nowy Meksyk

„Bataański marsz śmierci” jest jedną z najbardziej znanych zbrodni popełnionych podczas wojny na Pacyfiku . Pamięć o nim jest wciąż bardzo silna i budzi wiele emocji, zwłaszcza w Stanach Zjednoczonych.
Precyzyjne określenie liczby uczestników i ofiar „marszu śmierci” pozostaje sprawą trudną. W styczniu 1942 roku na półwyspie zostało odciętych około 80 tys. amerykańskich i filipińskich żołnierzy. Trudno jednakże ustalić, ilu z nich zmarło lub poległo podczas czteromiesięcznego oblężenia, zwłaszcza w ostatniej fazie walk. Zazwyczaj przyjmuje się, że na początku kwietnia, gdy Japończycy przystąpili do ostatecznej ofensywy, garnizon Bataanu liczył około 78 tys. żołnierzy . Niektóre źródła wskazują właśnie taką liczbę jeńców. Michael i Elizabeth Normanowie podkreślają jednak, że na krótko przed kapitulacją około 2 tys. żołnierzy, w tym około 300 Amerykanów i grupa pielęgniarek wojskowych, ewakuowało się na Corregidor. Oznaczałoby to, że 9 kwietnia złożyło broń około 76 tys. obrońców. Według danych japońskich do obozu O'Donnell dotarło ostatecznie 63 tys. jeńców. Z kolei według źródeł amerykańskich w obozie osadzono około 54–56 tys. jeńców, w tym 9270 Amerykanów i 45–47 tys. Filipińczyków. Nie oznacza to jednak, że wszyscy jeńcy, którzy nie dotarli do O’Donnell, zginęli w czasie marszu. Znaczna liczba żołnierzy filipińskich, być może sięgająca nawet kilkunastu tysięcy, zdołała bowiem porzucić mundury i wmieszać się w ludność cywilną. Ponadto kilkuset Filipińczyków i co najmniej kilkudziesięciu Amerykanów ukryło się w górach, a następnie dołączyło do formującego się antyjapońskiego ruchu oporu. 
W źródłach znaleźć można różne szacunki dotyczące liczby ofiar „marszu śmierci”. Michael i Elizabeth Normanowie podają, że zmarło lub zginęło około 500 Amerykanów i około 2,5 tys. Filipińczyków. Jean-Luis Margolin szacuje liczbę ofiar na co najmniej 600 Amerykanów i 5 tys. Filipińczyków, Hampton Sides – na 750 Amerykanów i 5 tys. Filipińczyków, Gawan Daws – na 500–1000 Amerykanów i do 10 tys. Filipińczyków, Tom Lansford – na 650 Amerykanów i 5–10 tys. Filipińczyków, a Edward Russel (Lord Russell of Liverpool) – na 8 tys. Amerykanów i Filipińczyków. Nie jest znana liczba cywilnych ofiar marszu.
Tragiczny przebieg marszu częściowo można wytłumaczyć faktem, że Japończyków zaskoczyły szybka kapitulacja Bataanu, duża liczba jeńców oraz ich zły stan fizyczny. Ponadto Japończycy dysponowali niewystarczającymi zapasami leków i żywności, a ich służby logistyczne nie podołały wyzwaniom związanym z ewakuacją jeńców. Dodatkowym utrudnieniem był zły stan dróg na półwyspie. Fakty te nie usprawiedliwiają jednak mordowania i maltretowania jeńców, w tym uniemożliwiania im czerpania wody z przydrożnych studni czy przyjmowania pomocy od filipińskich cywilów. Japońska armia była poddana niezwykle surowej dyscyplinie, stąd trudno przypuszczać, że zbrodnie były spowodowane wyłącznie samowolą prostych żołnierzy. Przeciwnie: brutalne traktowanie wziętych do niewoli żołnierzy przeciwnika było zjawiskiem powszechnie akceptowanym w japońskich szeregach.
Faktem jest, że gen. Homma oparł się namowom płk. Tsuji, aby wymordować jeńców wziętych na Bataanie. Po wojnie generał utrzymywał, że nie dotarły do niego żadne raporty o zbrodniach, które miały miejsce podczas ewakuacji jeńców ani też nie był naocznym świadkiem żadnych „niecodziennych scen”. Wiarygodność tych zapewnień jest jednak podważana ze względu na fakt, że w momencie kapitulacji Bataanu jego kwatera znajdowała się w Balanga, a później została przeniesiona do Lamao – a więc w obu wypadkach znajdowała się bezpośrednio na trasie „marszu śmierci”. W okresie, gdy Homma był głównodowodzącym sił japońskich na Filipinach, żaden żołnierz lub oficer nie został ukarany za złe traktowanie jeńców. Daws podkreśla również, że Homma powinien był przewidzieć, iż jeńcy będą się znajdować w złym stanie fizycznym, chociażby biorąc pod uwagę fakt, że głód panujący na półwyspie był w czasie oblężenia jednym z głównych motywów wykorzystywanych przez japońską propagandę. Z kolei obrońcy Hommy podkreślają, że generał co najmniej kilkukrotnie dał wyraz swej trosce o los jeńców, a zarzucić można mu co najwyżej brak odpowiedniej kontroli nad działaniami podwładnych. Ich zdaniem odpowiedzialnością za zbrodnie popełnione na jeńcach należy obarczyć fanatycznych oficerów niższego szczebla, przede wszystkim płk. Tsuji .

## Epilog

### Dalsze losy jeńców

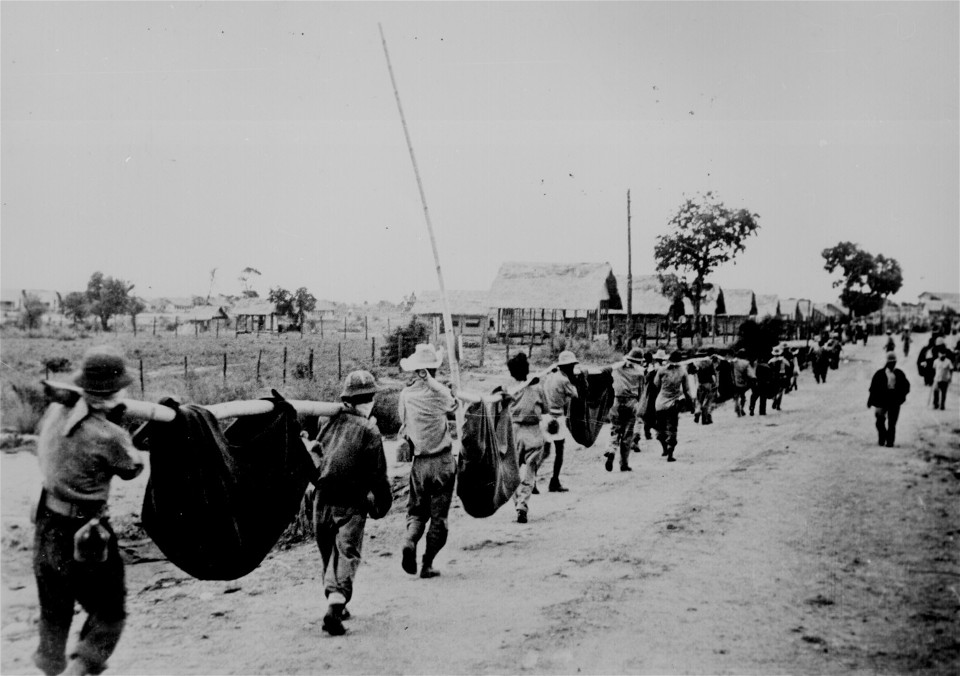
Zdjęcie prawdopodobnie przedstawiające transport zwłok jeńców zmarłych w obozie O'Donnell

Do obozu O'Donnell jeńcy docierali w stanie kompletnego wyczerpania. Wielu nie posiadało butów i koców, a ich mundury zmieniły się w łachmany. W byłej bazie wojskowej, która przed wojną mogła pomieścić maksymalnie do 20 tys. żołnierzy, znalazło się co najmniej 54 tys. jeńców. Panował dotkliwy głód, a zaopatrzenie w wodę zapewniała zaledwie jedna studnia artezyjska. Na masową skalę szerzyły się choroby, w szczególności malaria i dyzenteria, a obok nich także denga, pelagra, błonica, beri-beri, szkorbut, zapalenie płuc, amblyopia i ślepota zmierzchowa. Nieliczni lekarze i sanitariusze mieli ograniczone możliwości przyjścia chorym z pomocą, przede wszystkim ze względu na brak lekarstw, środków opatrunkowych i urządzeń medycznych. W połowie maja liczba zgonów dziennie wśród Amerykanów przekroczyła 30 osób; 19 maja zanotowano 43 zgony. W ciągu sześciu tygodni zmarł co szósty amerykański jeniec, który przeżył „marsz śmierci”. Równie tragiczna była sytuacja jeńców filipińskich, umierało ich od stu do nawet trzystu dziennie. Szacuje się, że przez cały okres funkcjonowania obozu zmarło w nim około 1,5 tys. Amerykanów i nawet do 26 tys. Filipińczyków.
Jeszcze przed ostatecznym zakończeniem „marszu śmierci” Japończycy zaczęli wywozić z O’Donnell kilkusetosobowe kontyngenty jeńców. Byli oni zatrudniani do różnych prac na terenie Luzonu, m.in. przy naprawie lub budowie dróg, mostów i lotnisk. W krótkim czasie obóz opuściło w ten sposób około 3 tys. amerykańskich żołnierzy. W czerwcu amerykańska część obozu została zlikwidowana, a większość jeńców przeniesiono do obozu jenieckiego w Cabanatuan. W ciągu sześciu miesięcy zmarło tam blisko 2,5 tys. osadzonych. Jeńcy filipińscy byli natomiast przetrzymywani w O’Donnell do października 1942 roku, kiedy to zostali zwolnieni do domów.
Spośród około 22 tys. amerykańskich żołnierzy, których Japończycy wzięli do niewoli na Filipinach, przeżyło tylko 15 tys.

### Ujawnienie informacji o „marszu śmierci”

Amerykański plakat wojenny nawiązujący do „bataańskiego marszu śmierci”. Napis głosi: „Rób swoje, dopóki każdy z japońskich morderców nie zniknie z powierzchni ziemi!”

W kwietniu 1943 roku trzech amerykańskich oficerów zbiegło z obozu jenieckiego w Davao na wyspie Mindanao. Jednym z nich był kapitan lotnictwa William E. Dyess, który przeżył „bataański marsz śmierci”. Zbiegom udało się przedostać do Australii, skąd następnie zabrano ich do USA. Zarówno podczas pobytu w sztabie MacArthura w Sydney, jak i podczas przesłuchań w Departamencie Wojny, zbiedzy złożyli obszerne zeznania na temat swoich przeżyć w japońskiej niewoli. Administracja prezydenta Roosevelta uzyskała w ten sposób pierwsze jednoznaczne dowody, potwierdzające, że Japończycy dopuszczają się zbrodni na jeńcach wojennych. Informacje o „marszu śmierci” zostały jednak zatajone na wiele miesięcy. Waszyngton obawiał się bowiem, że ich ujawnienie skłoni Japończyków do zaostrzenia polityki wobec jeńców. Dyess był jednak zdeterminowany ujawnić prawdę o losie swoich kolegów i upoważnił „Chicago Tribune” do opublikowania swej relacji, gdy tylko wojskowa cenzura zniesie zakaz publikacji. Ostatecznie pod wpływem nacisków redakcji oraz po uzyskaniu informacji, że Czerwony Krzyż dostarczył do japońskich obozów pierwsze paczki z żywnością i lekami, amerykański rząd zdecydował się na zniesienie embarga informacyjnego. Odtajnienie informacji o „marszu śmierci” zbiegło się także z planem emisji obligacji wojennych.
27 stycznia 1944 roku Departament Wojny wydał obszerny komunikat prasowy oparty na zeznaniach zbiegłych jeńców, a trzy dni później „Chicago Tribune” i blisko setka powiązanych z nią tytułów prasowych opublikowały relację Dyessa. Wiadomości o „bataańskim marszu śmierci” wstrząsnęły amerykańską opinią publiczną i dodatkowo wzmogły antyjapońskie nastroje, bardzo silne już od czasu ataku na Pearl Harbor. Niedługo po opublikowaniu relacji zbiegłych jeńców Departament Stanu złożył kanałami dyplomatycznymi formalny protest do rządu Japonii, zarzucając mu złamanie postanowień konwencji genewskiej. Podczas konferencji prasowej, która odbyła się 1 lutego 1944 roku, prezydent Roosevelt zapowiedział odszukanie i ukaranie osób odpowiedzialnych za zbrodnie na jeńcach.

### Odpowiedzialność sprawców
We wrześniu 1945 roku, niedługo po kapitulacji Japonii, gen. Masaharu Homma został aresztowany przez Amerykanów. Postawiono go w stan oskarżenia pod zarzutem zbrodni wojennych, ze szczególnym uwzględnieniem „bataańskiego marszu śmierci”. Wyrokiem amerykańskiego trybunału wojskowego z 11 lutego 1946 roku Homma został skazany na śmierć przez rozstrzelanie. Wyrok wykonano w Manili 3 kwietnia 1946 roku.
Pułkownik Masanobu Tsuji uniknął schwytania przez aliantów. Gdy zaprzestano poszukiwań japońskich zbrodniarzy wojennych, wyszedł z ukrycia i został autorem poczytnych opowiadań wojennych. Do 1959 roku z powodzeniem rozwijał także karierę polityczną, stając się jednym z założycieli i przywódców Partii Liberalno-Demokratycznej. W 1961 roku wyjechał do Laosu, gdzie zaginął w niewyjaśnionych okolicznościach.

### Oficjalne przeprosiny i odszkodowania
Rząd USA odznaczył żyjących uczestników obrony Bataanu i Corregidoru Brązową Gwiazdą oraz przyznał im uprawnienia rentowe przysługujące osobom całkowicie niezdolnym do pracy. Nastąpiło to jednak dopiero w latach 80.
30 maja 2009 roku, podczas spotkania z amerykańskimi weteranami zrzeszonymi w American Defenders of Bataan and Corregidor Veterans Association, do którego doszło w San Antonio, japoński ambasador w USA Ichirō Fujisaki przeprosił w imieniu swojego rządu za cierpienia i straty, których jeńcy wojenni doznali ze strony Japonii na Filipinach i w innych miejscach.
We wrześniu 2010 roku na zaproszenie japońskiego rządu wizytę w Japonii złożyło sześciu byłych amerykańskich jeńców wojennych, wśród których znajdowali się także ocalali z „bataańskiego marszu śmierci”. W czasie spotkania z weteranami japoński minister spraw zagranicznych Katsuya Okada przeprosił za nieludzkie traktowanie, którego doznali z rąk jego rodaków.

## Pamięć

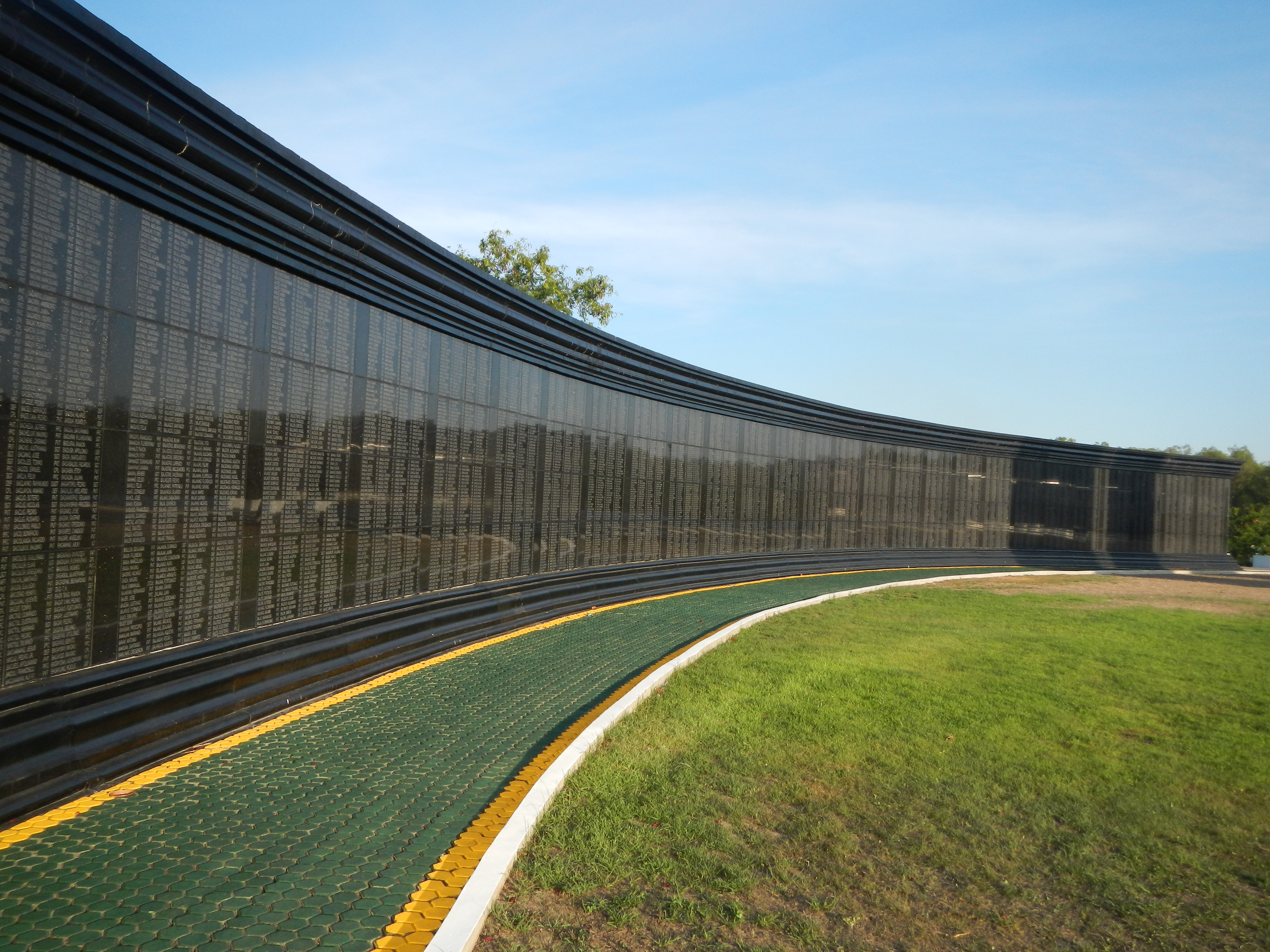
Tablice z wyrytymi nazwiskami uczestników „marszu śmierci”. Capas National Shrine

Liczne pomniki i miejsca pamięci poświęcone ofiarom „bataańskiego marszu śmierci” znajdują się w USA oraz na Filipinach. 
Pamięć ofiarach marszu jest w szczególności pielęgnowana w amerykańskim stanie Nowy Meksyk, gdyż wielu żołnierzy uczestniczących w obronie Bataanu służyło wcześniej w tamtejszej Gwardii Narodowej. W latach 70. w Santa Fe utworzono Bataan Memorial Museum (ob. New Mexico Military Museum). Od 1989 roku organizowany jest coroczny bieg ku czci ofiar marszu (Bataan Memorial Death March), którego trasa wiedzie przez nowomeksykańską pustynię, a jej najdłuższy odcinek liczy ponad 42 kilometry. 13 kwietnia 2002 roku w obrębie Veterans Memorial Park w Las Cruces odsłonięto pomnik dłuta Kelley’ego S. Hestira, nazwany Heroes of Bataan (pol. „Bohaterowie Bataanu”). W marcu 2012 roku miejsce pamięci uzupełniono o trzy tablice, na których wyryto nazwiska 1,8 tys. żołnierzy z 200. i 515. pułku artylerii nadbrzeżnej – sformowanych w Nowym Meksyku i uczestniczących w obronie Bataanu. Od 2012 roku każdego 9 kwietnia w Nowym Meksyku organizowane są uroczystości z okazji Bataan Remembrance Day (pol. „Dzień pamięci Bataanu”). Nazwę Bataan Memorial nadano także dawnemu gmachowi legislatury w Santa Fe, w którym mieszczą się obecnie siedziby różnych urzędów stanowych.
Obrońców Bataanu i ofiary „marszu śmierci” upamiętnia Dambana ng Kagitingan (pol. „Świątynia odwagi”) – filipińskie sanktuarium narodowe, które otwarto w 1967 roku na szczycie góry Samat na półwyspie Bataan. Filipińskich i amerykańskich żołnierzy, którzy walczyli w obronie Bataanu, a później cierpieli i ginęli w japońskiej niewoli, upamiętnia ponadto Capas National Shrine – miejsce pamięci utworzone w 1991 roku na terenie dawnego obozu jenieckiego O’Donnell.
9 kwietnia, rocznica upadku Bataanu, jest na Filipinach obchodzona jako święto narodowe, znane pod nazwą Araw ng Kagitingan (pol. „Dzień męstwa”).

## Odniesienia w kulturze
O losach amerykańskich żołnierzy wziętych do niewoli przez Japończyków na Filipinach opowiada film dokumentalny Never the same: The Prisoner of War Experience z 2013 roku (reż. Jan Thompson).
„Bataański marsz śmierci” został także ukazany w amerykańskim dramacie wojennym Women of Valor z 1986 roku (tytuł pol. Waleczne kobiety) w reżyserii Buzza Kulika.
Jednym z amerykańskich żołnierzy, którzy przeżyli „bataański marsz śmierci” i późniejszą niewolę był Ben Steele (1917–2016). Po wojnie został uznanym artystą, a jego rysunki są w znacznej mierze inspirowane wojennymi przeżyciami.